# Gevhermüluk Sultan
Gevhermülük Sultan (lett. "gemma del re"; Amasya, 1467 – Costantinopoli, 20 gennaio 1550) è stata una principessa ottomana, figlia del Sultano Bayezid II.

## Biografia
Gevhermüluk Sultan nacque nel 1467, ad Amasya. Suo padre era il futuro sultano Bayezid II, allora Şehzade e governatore della ragione. Il nome di sua madre è sconosciuto, ma non era figlia di una delle sette consorti principali. È però riportato che potrebbe essere stata sorella di sangue di Şehzade Mahmud, anche lui di maternità sconosciuta.  
Nel 1480 suo padre salì al trono e Gevhermuluk lo seguì a Costantinopoli, oppure seguì sua madre e suo fratello in provincia.  
Nel 1482 sposò Dukakinzade Mehmed Pasha, figlio del Gran Visir Dukakinoğlu Ahmed Pascià, dalla prima moglie, che fu governatore di Smederevo, Kjustendil, Karaman e di Aleppo. Ebbero un figlio e una figlia.
Morì il 20 gennaio 1550, rendendola una delle Sultano più longeve. È sepolta nella madrasa creata da lei, sua figlia e suo genero alla moschea Zal Mahmud Pasha, a Bursa.

## Discendenza
Gevhermuluk ebbe un figlio e una figlia:
- Sultanzade Dukakinzade Mehmed Ahmed Bey. Poeta rinomato, sposò sua cugina Hanzade Ayşe Mihrihan Hanımsultan (figlia di Ayşe Sultan, figlia di Bayezid II)
- Neslişah Hanimsultan. Sposò Iskender Pasha in prime nozze e suo cugino Dukakinzade Ibrahim Pasha in seconde (figlio di Gevherşah Hanımsultan, figlia di Ayşe Sultan e nipote di Bayezid II; e di Dukakinoğlu Ahmed Pascià, nonno di Neslişah; morto nel 1582).